# Afroartelida
Afroartelida is een kevergeslacht uit de familie van de boktorren (Cerambycidae). De wetenschappelijke naam van het geslacht werd voor het eerst geldig gepubliceerd in 2005 door Vives & Adlbauer.

## Soorten
Afroartelida omvat de volgende soorten:
- Afroartelida quentini Vives, 2011
- Afroartelida teunisseni Vives & Adlbauer, 2005